# Philippe de Liedekerke
Pour les articles homonymes, voir Liedekerke (homonymie).
Le Comte Philippe de Liedekerke, né à Londres le 17 février 1915 et mort à Bruxelles le 20 février 1997, était un résistant et un agent de la Sûreté de l'État durant la Seconde Guerre mondiale particulièrement actif de 1942 à 1945. Il entame, après guerre, une carrière diplomatique.

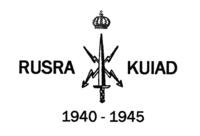
Royale Union des Services de Renseignement et d'Action

## Éléments biographiques
Le Comte Philippe, Enguerran, Albert de Liedekerke est né à Londres le 17 février 1915, fils du Comte Raoul de Liedekerke et de Marie de Grunne. Officier, ingénieur civil issu de la Faculté Polytechnique de l'École Royale Militaire, lieutenant d'artillerie en mai 1940, il est fait prisonnier à l'issue de la Campagne des 18 jours mais parvient à s'évader et regagne Bruxelles. Il part pour Londres le 1er octobre 1940 où il arrive le 13 octobre 1941 et entre à la Sûreté de l'État le 6 décembre 1941. Il épouse à Londres Esther Molloy le 5 juin 1944.

### Action comme membre de la Sûreté de l’État
De 1942 à 1945, il fut parachuté à trois reprises en Belgique occupée pour trois missions complémentaires. Il sera reconnu après-guerre comme capitaine ARA (Agent de Renseignements et d'Action).

#### Mission Herzelle
La mission de Philippe de Liedekerke s'est déroulée du 1er mars 1942 au 18 juillet 1942. L'objectif principal de la mission était la « quête d'informations sur les mouvements de Résistance et la prise de contact avec les sphères influentes ». La formulation de l'ordre de mission du Special Operations Executive (SOE), daté du 14 février 1942, est assez particulière: 1.To discover the sentiments of Royalist and Right-Wing organisations in Belgium; 2.To find out how the Anti-German and Pro-Allied elements among such organisations can most usefully be employed. Pendant son retour en Angleterre, il sera arrêté et interné en Espagne, notamment dans le camp de concentration de Miranda.

#### Mission Claudius-Tybalt
La mission s'est déroulée du 16 juillet 1943 au 4 octobre 1943. Philippe de Liedekerke (Claudius) est alors Major ARA. Il est parachuté avec son radio, Alfred Blondeel alias Pointer. André Wendelen (Tybalt) sera parachuté le 10 août avec son radio Jacques Donneux (Hillcat) ; ils rejoignent Liedekerke à Bruxelles. L'objectif de la mission était double : « la coordination de l'aide aux réfractaires et la liaison avec Londres pour les directives du gouvernement aux différents groupes de Résistance ».

#### Mission Iago
La mission s'est déroulée du 8 février 1944 au 20 mai 1944. Pour cette mission, Philippe de Liedekerke porte le nom de code "Scipion". L'objectif était l'organisation en collaboration avec les groupes de résistance d'Anvers, notamment les dockers, de la préservation des installations portuaires afin d'en faire bénéficier les alliés le plus rapidement possible après D-day.
Des trois missions, c'est la « mission Claudius-Tybalt » qui eut le plus grand impact sur le plan politique, économique et social. En effet, elle eut un rôle important sur le plan de la « go slow policy » prônée par Londres pour freiner autant que faire se peut l'effort de guerre allemand. Philippe de Liedekerke (Claudius) et André Wendelen (Tybalt) étaient chargés par le gouvernement belge exilé à Londres de prendre contact avec les grandes organisations de résistance, et plus particulièrement avec Fernand Demany, chef du Front de l'Indépendance (FI). La mission Claudius-Tybalt était d’ailleurs intitulée officiellement "mission FIL", d’après la dénomination complète de Front de l’Indépendance pour la Libération du Pays. Sur les indications de William Ugeux, directeur du Service de Renseignements et d’Actions à la Sûreté de l'État à Londres, Philippe de Liedekerke (Claudius) pris contact en septembre avec Raymond Scheyven, un jeune docteur en droit bruxellois et directeur de la Banque Allard. Sous le nom de code "Socrate", Scheyven devint le représentant gouvernemental chargé de distribuer et de surveiller l’emploi des fonds mis à la disposition des mouvements de résistance par le gouvernement exilé à Londres et plus spécifiquement la coordination du financement de l’aide aux réfractaires au service du travail obligatoire (STO) en Allemagne. Le 6 septembre, Claudius-de Liedekerke rencontra pour la première fois Victor Michel, président de la Jeunesse Ouvrière Chrétienne (JOC), afin d'intégrer les responsables de la JOC dans le réseau Socrate. Victor Michel fut alors mis en relation avec Scheyven. En fait, dès fin 1942, Arnould de Liedekerke agissant sur les instructions de son frère Philippe avait accompli une mission d'information auprès de Victor Michel afin de connaître la situation pour ce qui concernait le nombre de jeunes réfractaires au STO en Belgique occupée, mais aussi sur les moyens à mettre en œuvre pour leur venir en aide. Le Service de Renseignements et d’Actions (SRA) à la Sûreté de l'État à Londres tissait donc à distance un réseau de contacts à établir entre des résistants de la première heure qui devint rapidement opérationnel. Parachuté le 10 août 1943, André Wendelen (Tybalt devenu Hector I) seconde le réseau Socrate jusqu'au 29 février 1944.
André Wendelen et Philippe de Liedekerke sont les seuls agents belges des services de Renseignements et d'Actions (ARA) à avoir été parachutés à trois reprises en Belgique occupée et à être retournés en Grande-Bretagne.

### Après la guerre
Mis à la disposition du Ministère des Affaires Etrangères en septembre 1944, Philippe de Liedekerke entama une carrière diplomatique. Le Comte Philippe de Liedekerke meurt à Bruxelles, le 20 février 1997.

## Distinctions
- Croix de guerre, 1943.
- Military Cross, 1944.